# Dmîtro Monakov
Dmîtro Monakov (în ucraineană Дмитро Монаков; n. 17 februarie 1963, Kiev, RSS Ucraineană, URSS – d. 21 noiembrie 2007, Kiev, Ucraina) a fost un trăgător de tir ce a reprezentat Ucraina, medaliat olimpic. A participat la 2 ediții ale Jocurilor Olimpice (1988, 1996) în care a câștigat o medalie de aur.